# (3117) Niepce
(3117) Niepce es un asteroide perteneciente al cinturón de asteroides, descubierto el 11 de febrero de 1983 por Norman G. Thomas desde la Estación Anderson Mesa (condado de Coconino, cerca de Flagstaff, Arizona, Estados Unidos).

## Designación y nombre
Designado provisionalmente como 1983 CM1. Fue nombrado Niepce en honor al científico e inventor francés Joseph Nicéphore Niépce.